# Algoritme van Shor
Het algoritme van Shor, vernoemd naar de Amerikaanse wiskundige Peter Shor die het in 1994 formuleerde, is een kwantumalgoritme (dat is een algoritme dat op een kwantumcomputer draait) voor het ontbinden in priemfactoren. Informeel lost het het volgende probleem op: vind, gegeven een geheel getal N, zijn priemfactoren.